# Vertreter im Verwaltungsverfahren
Der besondere Vertreter im Verwaltungsverfahren ist eine spezielle Form der gesetzlichen Vertretung, beschränkt auf die Vertretung gegenüber einer Behörde.

## Rechtsgrundlagen
- Im allgemeinen Verwaltungsrecht: § 16 VwVfG bzw. Parallelbestimmungen in den Verwaltungsverfahrensgesetzen der Bundesländer

- In Schleswig-Holstein ist das Teil des Landesverwaltungsgesetzes, und zwar dort unter § 80[1].

- Im sozialrechtlichen Verwaltungsverfahren nach dem Sozialgesetzbuch: § 15 Zehntes Buch Sozialgesetzbuch (SGB X)
- Im steuerrechtlichen Verwaltungsverfahren: § 81 Abgabenordnung.

## Bestellung eines Vertreters im Verwaltungsverfahren
Ein Vertreter für das Verwaltungsverfahren ist von Amts wegen (in der Regel auf Anregung der betroffenen Behörde hin) durch das Betreuungsgericht zu bestellen:
1. für einen Beteiligten, dessen Person unbekannt ist, (dieser Fall ist vergleichbar mit der Pflegschaft für unbekannte Beteiligte, § 1913 BGB);
2. für einen abwesenden Beteiligten, dessen Aufenthalt unbekannt ist oder der an der Besorgung seiner Angelegenheiten verhindert ist (dieser Fall ist vergleichbar mit der Abwesenheitspflegschaft § 1911 BGB, welche jedoch nur auf die Vermögenssorge beschränkt ist);
3. für einen Beteiligten ohne Aufenthalt im Inland, wenn er der Aufforderung der Behörde, einen Vertreter zu bestellen, innerhalb der ihm gesetzten Frist nicht nachgekommen ist;
4. für einen Beteiligten, der infolge einer psychischen Krankheit oder körperlichen, geistigen oder seelischen Behinderung nicht in der Lage ist, in dem Verwaltungsverfahren selbst tätig zu werden (dieser Fall ist vergleichbar der Voraussetzung zur Betreuerbestellung in § 1896 Abs. 1 BGB), jedoch ist für einen besonderen Vertreter kein Raum wenn eine gesetzliche Vertretung in anderer Weise gegeben ist, außerdem verlangt diese Regelung anders als die Betreuerbestellung keine Zustimmung mit freiem Willen (siehe bei Betreuungen § 1896 Abs. 1a BGB);
5. bei herrenlosen Sachen, auf die sich das Verfahren bezieht, zur Wahrung der sich in Bezug auf die Sache ergebenden Rechte und Pflichten.(nicht im Sozialverwaltungsverfahren)

## Verfahren
Die entsprechende Behörde hat sich an das Betreuungsgericht (bei minderjährigen Betroffenen an das Familiengericht) zu wenden, das einen entsprechenden Vertreter bestellt. Dieser hat gegenüber der ersuchenden Behörde die Stellung eines gesetzlichen Vertreters, ist also berechtigt, Anträge zu stellen oder zurückzunehmen, Akteneinsicht geltend zu machen und Rechtsmittel einzulegen.
Die Bestellung ist vom Gericht aufzuheben, wenn die Anordnungsvoraussetzungen wegfallen.
Ergänzende Regelungen für den Vertreter im Verwaltungsverfahren finden sich zu Punkt vier im Betreuungsrecht, zu den anderen Punkten im Pflegschaftsrecht des BGB. Unterschied ist: der Vertreter im Verwaltungsverfahren hat einen Anspruch auf Aufwendungsersatz und Vergütung gegenüber der Behörde, auf deren Antrag hin er bestellt wurde.
In der Praxis kommt es relativ selten zur Bestellung eines derartigen Vertreters. Meist nehmen die Gerichte entsprechende Anträge von Behörden zum Anlass, einen Betreuer oder Pfleger nach dem BGB zu bestellen, zu dessen Aufgabenkreis dann auch die Vertretung gegenüber der Behörde gehört. Denn meist besteht ein Vertretungsbedarf für den Betroffenen nicht nur gegenüber der Behörde, sondern auch darüber hinaus gegenüber anderen Personen und Stellen.

## Parallelregelungen im Prozessrecht
Im Bereich der streitigen Gerichtsbarkeit ist eine vergleichbare Regelung die Bestellung eines Prozesspflegers (§ 57 ZPO), im Bereich der freiwilligen Gerichtsbarkeit die Bestellung eines Verfahrenspflegers (§ 158 Gesetz über das Verfahren in Familiensachen und in den Angelegenheiten der freiwilligen Gerichtsbarkeit (FamFG) im Kindschaftsrecht, § 276 FamFG im Betreuungsverfahren, § 317 FamFG im Unterbringungsverfahren sowie § 419 FamFG in Freiheitsentziehungssachen).

## Rechtsprechung
LSG Nordrhein-Westfalen, Urteil vom 16.10.2017, L 20 SO 384/15:
Zur Notwendigkeit des Ersuchens um Bestellung eines geeigneten Vertreters i. S. v. § 15 Abs. 1 Nr. 4 SGB X bei fehlender Handlungs- und Prozessfähigkeit, wenn das Betreuungsgericht die Bestellung eines rechtlichen Betreuers nach § 1896 BGB abgelehnt hat.